# Liste von Dateinamenserweiterungen/D
In dieser Liste sind übliche Dateinamenserweiterungen aufgelistet, die in einigen Betriebssystemen zur Unterscheidung von Dateiformaten verwendet werden. In anderen Betriebssystemen erfolgt die Dateitypenidentifikation hauptsächlich über den Dateivorspann und bei E-Mail-Anhängen hat der MIME-Type eine größere Bedeutung als die Dateinamenserweiterung. Systeme, die nach den beiden letztgenannten Vorgehensweisen verfahren, ignorieren die Erweiterung meist vollständig. 
| Dateinamenserweiterung | MIME-Typ                                                                         | Vollständiger Name                        | Bemerkungen, Verwendung |
| ---------------------- | -------------------------------------------------------------------------------- | ----------------------------------------- | --- |
| .d                     | application/x-director                                                           | Directory                                 | Häufig verwendet bei Konfigurationsverzeichnissen unter Unix (z. B. /etc/init.d)                                                                                          |
| .d11                   |                                                                                  | Abrechnungsdaten DA11                     | DA11-Datei mit REB 23.003-Abrechnungsdaten |
| .d2d                   |                                                                                  | 2D/3D Object-Datei                        | 3-D Fassade Plus |
| .d31                   |                                                                                  | Abrechnungsdaten DA11                     | DA11-Datei mit REB 23.003-Abrechnungsdaten |
| .d64                   |                                                                                  | Disk(image) 64                            | Datenträgerabbild einer 5.25″ Diskette (einseitig) für C64-Emulator (z. B. ccs64)                                                                                         |
| .d71                   |                                                                                  | disk image                                | Commodore-64-Emulator (1571 – 5.25″ doppelseitig – ≈ 340 kB) |
| .d81                   |                                                                                  | disk image                                | Commodore-64-Emulator (1581 – 3.5″ – ≈ 800 kB) |
| .d81                   |                                                                                  | Leistungsverzeichnis                      | GAEB-Austausch-LV zwischen z. B. Architekt und Ingenieur |
| .d83                   |                                                                                  | Angebotsaufforderung                      | GAEB-Datei mit Angebotsaufforderung |
| .d84                   |                                                                                  | Angebotsabgabe                            | GAEB-Datei mit Angebotsabgabe |
| .d85                   |                                                                                  | Nebenangebot                              | GAEB-Datei mit Nebenangebot |
| .d86                   |                                                                                  | Auftragserteilung                         | GAEB-Datei mit Auftragserteilung |
| .d88                   |                                                                                  | Nachtrag                                  | GAEB-Datei mit Angebotsnachtrag |
| .d89                   |                                                                                  | Rechnung                                  | GAEB-Datei mit Rechnungsdaten |
| .da5                   |                                                                                  | –                                         | GoWind-Schülerinformationen |
| .daa                   |                                                                                  | CD/DVD-Image                              | PowerISO Direct Access Archive |
| .dacpac                |                                                                                  | data-tier application package             | Artefakt zum Export von Objekten aus Microsoft SQL Server |
| .dae                   |                                                                                  | digital asset exchange                    | COLLADA Datei, XML-basiertes, offenes Austauschformat für Daten von 3D-Programmen                                                                                         |
| .dar                   |                                                                                  | Disk Archiv                               | Linux DAR (Disk Archive) \ KDar KDE Disk Archiver |
| .dao                   |                                                                                  | –                                         | Windows Registry Backup |
| .dao                   |                                                                                  | Disc At Once                              | CD-Image |
| .dap                   |                                                                                  | Data access page                          | Microsoft Access 2000 |
| .dat                   |                                                                                  | Data                                      | Sehr unterschiedliche Verwendung, meist als Container für binäre Daten winmail.dat: Eine mit Microsoft Outlook bzw. Outlook Express im Rich Text Format versandte E-Mail. |
| .dat                   |                                                                                  | –                                         | MPEG-Video (auf VCDs und SVCDs) |
| .dat                   |                                                                                  | Virtuelle Partition                       | Norton Ghost, wird angelegt beim Programmlauf |
| .datatype              |                                                                                  | Datatype                                  | Programmbibliothek für das Lesen und Schreiben eines Dateiformats (Amiga)                                                                                                 |
| .db                    |                                                                                  | Datenbank                                 | dateibasierte Datenbanken, z. B. SQLite oder CSV |
| .db                    |                                                                                  | table database                            | Borland Paradox 7 |
| .dbc                   |                                                                                  | database container                        | Microsoft Visual FoxPro |
| .dbc                   |                                                                                  | CANdb-Datenbank-Datei                     | Vector-Kanaldefinition für CAN-Bus |
| .dbf                   |                                                                                  | Database-Datei                            | Datenbank im DBASE-Format |
| .dbf                   |                                                                                  | tablespace-Datei                          | Oracle 8.1.x |
| .dbk                   |                                                                                  | Database Backup                           | dBASE |
| .dbk                   |                                                                                  | Schematic backup-Datei                    | OrCAD Schematic Capture |
| .dbl                   |                                                                                  | 64-Bit doubles (RAW)                      | Adobe Audition 2.0 |
| .dbo                   |                                                                                  | Compiled program                          | dBASE IV |
| .dbq                   |                                                                                  | Paradox Memo                              | – |
| .dbt                   |                                                                                  | Text Memo                                 | dBASE |
| .dbv                   |                                                                                  | Memo field Datei                          | Flexfile 2 |
| .dbw                   |                                                                                  | Database-Datei                            | DataBoss (Microsoft Windows 9.x) |
| .dbx                   |                                                                                  | DataBeam image                            | – |
| .dbx                   |                                                                                  | Postfächer (Eingang, Ausgang usw.)        | Microsoft Outlook Express |
| .dbx                   |                                                                                  | Tabelle                                   | Microsofts Visual FoxPro |
| .dbz                   |                                                                                  | digitaler Band                            | Digitale Bibliothek |
| .dc                    |                                                                                  | DesignCAD                                 | CAD-Datei |
| .dc2                   |                                                                                  | DesignCAD                                 | CAD-Datei |
| .dc4                   |                                                                                  | Verschlüsselte Datei                      | ViaThinkSoft (De)Coder 4.x |
| .dc5                   |                                                                                  | CAD-Datei                                 | DataCAD Drawing |
| .dc6                   | Bilddatei, häufig verwendet von Blizzard Entertainment in Spielen wie Diablo II. | DataCAD Drawing                           | |
| .dca                   |                                                                                  | Document Content Architecture             | Textdatei IBM DisplayWrite |
| .dca                   |                                                                                  | Active designer cache                     | Visual Basic |
| .dcd                   |                                                                                  | CAD-Datei                                 | DIG-CAD (LLH-Software GmbH) |
| .dcf                   |                                                                                  | Dyadic                                    | – |
| .dcf                   |                                                                                  | Disk Image Datei                          | – |
| .dcim                  |                                                                                  | Imaging and Communications                | Digital Imaging and Communications in Medicine (Bild und Daten) |
| .dci                   |                                                                                  | CAD-Datei                                 | DIG-CAD Ing. (LLH-Software GmbH) |
| .dcm                   |                                                                                  | DICOM-Datei                               | – |
| .dcm                   |                                                                                  | DCM module                                | – |
| .dcp                   |                                                                                  | Data CodePage                             | OS/2 |
| .dcr                   |                                                                                  | Shockwave-Datei                           | – |
| .dcr                   |                                                                                  | Delphi Compiled Resource                  | Kompilierte Ressourcen-Datei von Delphi |
| .dcs                   | Bilddatei                                                                        | Quark XPress                              | |
| .dcs                   |                                                                                  | –                                         | ACT! Activity-Datei |
| .dcs                   |                                                                                  | Desktop Color Separation                  | – |
| .dct                   |                                                                                  | Database Dictionary                       | Clarion Database Developer |
| .dct                   |                                                                                  | Database SpellCheck Dictionary            | Harvard Graphics 3.0-Symphony |
| .dct                   |                                                                                  | database container                        | Microsoft Visual FoxPro |
| .dcu                   |                                                                                  | Delphi compiled unit                      | Kompilierte *.pas-Datei von Borland Delphi |
| .dcx                   |                                                                                  | Bitmap Graphics                           | Multipage PCX |
| .dcx                   |                                                                                  | Fax image                                 | basiert auf PCX |
| .dcx                   |                                                                                  | –                                         | Macro |
| .dcx                   |                                                                                  | database container                        | Microsoft Visual FoxPro |
| .dd                    |                                                                                  | Macintosh DISKDOUBLER                     | Komprimiertes Dateiarchiv |
| .ddb                   |                                                                                  | Bitmap Graphics                           | – |
| .ddd                   |                                                                                  | 3D-Tool Dateiformat                       | |
| .ddf                   |                                                                                  | Data Definition                           | Pervasive.SQL (vormals Btrieve oder Xtrieve) Metadaten, enthält die Beschreibung der Struktur der Datenfiles                                                              |
| .ddf                   |                                                                                  | Diamond Directive File                    | Microsoft MakeCAB |
| .ddi                   |                                                                                  | DISKDUPE                                  | – |
| .ddif                  |                                                                                  | –                                         | Digital Equipment oder Compaq; wird verwendet, um Bilder und zugehörige Texte zu speichern                                                                                |
| .ddp                   |                                                                                  | Device Driver Profile                     | OS/2 |
| .dds                   |                                                                                  | DirectDraw Surface                        | – |
| .deb                   |                                                                                  | Debug Script                              | DOS Debug |
| .deb                   | application/x-deb                                                                | Debian Package                            | Installierbares Programmpaket für Debian |
| .def                   |                                                                                  | Assembly Header Datei                     | Geoworks |
| .def                   |                                                                                  | C++ definition                            | – |
| .def                   |                                                                                  | Define Module                             | 3-D Fassade Plus |
| .def                   |                                                                                  | SmartWare II data                         | – |
| .defi                  |                                                                                  | de-install script                         | Oracle 7 |
| .dem                   |                                                                                  | Digital Elevation Models                  | Vista Pro, verwendet USGS standards |
| .dem                   |                                                                                  | Demo                                      | Descent |
| .dem                   |                                                                                  | Graphics                                  | Vista Pro |
| .dep                   |                                                                                  | Dependency                                | Visual Basic Setup Wizard |
| .der                   | application/x-x509-ca-cert                                                       | Certificate                               | – |
| .des                   |                                                                                  | Graphics-Datei                            | Corel Designer |
| .des                   |                                                                                  | –                                         | AICC-Kursbeschreibung |
| .desktop               | application/x-desktop                                                            | .desktop file                             | Verknüpfungsdatei unter verschiedenen Desktop-Oberflächen (u. a. Gnome, KDE)                                                                                              |
| .dev                   |                                                                                  | Device Driver                             | Gerätetreiber |
| .device                |                                                                                  | Device                                    | Gerätetreiber (Amiga) |
| .dewf                  |                                                                                  | recorded instrument                       | Macintosh SoundCap/SoundEdit |
| .dez                   |                                                                                  | DES ZIP                                   | ZIP-Datei mit DES-Verschlüsselung |
| .dfd                   |                                                                                  | Data Flow Diagram Graphic                 | Prosa |
| .dfi                   |                                                                                  | Outline Font description                  | Digifont |
| .dfl                   |                                                                                  | Default Program Settings                  | Signature |
| .dfm                   |                                                                                  | Delphi-Formular                           | – |
| .dfm                   |                                                                                  | Data Flow Diagram model                   | Prosa |
| .dfs                   |                                                                                  | Sound-Datei                               | Delight |
| .dfv                   |                                                                                  | Printing Form value                       | Microsoft Word |
| .dfw                   |                                                                                  | Derive Worksheet                          | Derive |
| .dgef                  |                                                                                  | -                                         | Gespeicherte Formulardaten aus diversen Online-Formularen (z. B. BAföG-Anträgen). Die Daten werden komprimiert und mitunter verschlüsselt gespeichert.                    |
| .dgm                   |                                                                                  | Digital Geospatial Metadata               | Digitales Geländemodell |
| .dgn                   |                                                                                  | Microstation CAD drawing                  | Dateiformat der Firma Bentley |
| .dgs                   |                                                                                  | Diagnostics Report                        | – |
| .dh                    |                                                                                  | Dependency Information                    | Geoworks |
| .dhp                   |                                                                                  | Graphic-Datei                             | Dr. Halo II-III PIC Format |
| .dht                   |                                                                                  | Datafile                                  | Gauss |
| .dia                   |                                                                                  | Diagraph Graphics                         | Computer Support Corporation |
| .dia                   | application/x-dia-diagram                                                        | diaFile                                   | Illustrationsprogramm und UML-Werkzeug, siehe Dia (Software) |
| .dib                   |                                                                                  | Device-independent bitmap                 | Geräteunabhängiges Bitmap |
| .dic                   |                                                                                  | Dictionary file                           | Wörterbuch, Lotus Notes, Domino |
| .dicm                  |                                                                                  | Imaging and Communications                | Digital Imaging and Communications in Medicine (DICOM) |
| .dif                   |                                                                                  | Data Interchange Format                   | Datenbank |
| .dif                   |                                                                                  | Database-Datei                            | Visicalc |
| .diff                  |                                                                                  | –                                         | Patch für Sourcecode, die mit dem Unix-Tool „diff“ erstellt wurden |
| .dig                   |                                                                                  | Digilink-Datei                            | – |
| .dig                   |                                                                                  | Audio                                     | Sound Designer I |
| .dim                   |                                                                                  | Database-Datei                            | Applix TM1 |
| .dip                   |                                                                                  | Graphics-Datei                            | – |
| .dir                   |                                                                                  | Dialing Directory                         | ProComm Plus |
| .dir                   | application/x-director                                                           | Directory                                 | VAX – DEC |
| .dir                   |                                                                                  | Macromedia Director-Datei                 | – |
| .dir                   |                                                                                  | Director Movie                            | MacroMind Director 4.x |
| .dis                   |                                                                                  | Distribution file                         | VAX Mail |
| .dis                   |                                                                                  | Ray Tracer file                           | – |
| .dis                   |                                                                                  | Thesaurus-Datei                           | CorelDraw |
| .disabled              |                                                                                  | Disabled startup file                     | – |
| .divx                  |                                                                                  | DivX-Media-Format                         | DivX |
| .diz                   |                                                                                  | Description in ZIP                        | Beschreibung in ZIP, FILE ID.DIZ |
| .djv                   | image/vnd.djvu                                                                   | DjVu                                      | DjVu Rastergrafikdokument |
| .djvu                  | image/vnd.djvu                                                                   | DjVu                                      | DjVu Rastergrafikdokument |
| .dkb                   |                                                                                  | DKBTrace                                  | Ray Traced DKBTrace-Grafik |
| .dl                    |                                                                                  | Image                                     | – |
| .dlc                   |                                                                                  | Download-Link-Container                   | JDownloader |
| .dld                   |                                                                                  | Datafile                                  | Lotus 1-2-3 |
| .dlg                   |                                                                                  | C++ Dialogue Script                       | – |
| .dll                   | application/octet-stream, application/x-msdownload                               | Dynamic Link Library                      | zur Laufzeit linkbare Bibliothek (Windows, OS/2) |
| .dls                   |                                                                                  | Downloadable sound                        | – |
| .dls                   |                                                                                  | Interactive music architecture            | IMA (Microsoft, Blood2) |
| .dls                   |                                                                                  | Setup-Datei                               | Norton DiskLock |
| .dm3                   |                                                                                  | Demo                                      | Quake 3 Arena |
| .dmd                   |                                                                                  | data module                               | Visual dBASE |
| .dmf                   |                                                                                  | Disk Image                                | Amiga (komprimiert) |
| .dmf                   |                                                                                  | music module                              | MOD (X-Trakker) |
| .dmg                   | application/octet-stream                                                         | Disk Image                                | Dateiarchiv (Dateisystem-Abbild) „Apple Disk Image“ für macOS (vormals Mac OS X)                                                                                          |
| .dmo                   |                                                                                  | Demo                                      | Derive |
| .dmp                   |                                                                                  | Dump file                                 | Screen or Memory |
| .dms                   | application/octet-stream                                                         | Amiga DISKMASHER                          | Komprimiertes Dateiarchiv |
| .dmv                   |                                                                                  | DOS4GW-Videodatei                         | Videodateiformat für DOS4GW |
| .dmx                   |                                                                                  | DMX Script File                           | für Datenbankanwendungen (z. B. MS SQL Server) |
| .dng                   |                                                                                  | Digitales Negativ                         | zur Speicherung von Fotos als Rohdaten in Digitalkameras (Adobe Inc.) |
| .do                    |                                                                                  | Java-Servlet-Datei                        | Dient Webservern üblicherweise zur Generierung dynamischer Inhalte. Kann allerdings auch mit einem Webbrowser geöffnet werden.                                            |
| .do                    |                                                                                  | Quellcode-Datei                           | Stata |
| .dob                   |                                                                                  | User document                             | Visual Basic |
| .doc                   |                                                                                  | Document                                  | Einfacher Text |
| .doc                   |                                                                                  | Document                                  | IBM PC Text (Textverarbeitung) |
| .doc                   |                                                                                  | Document                                  | Interleaf |
| .doc                   |                                                                                  | Document                                  | FrameMaker oder FrameBuilder |
| .doc                   | application/msword                                                               | Document                                  | Microsoft-Word-Dokument (Textverarbeitung) |
| .doc                   |                                                                                  | Document                                  | WordPerfect-Dokument (Textverarbeitung) |
| .doc                   |                                                                                  | Document                                  | WordStar-Dokument (Textverarbeitung) |
| .docbook               |                                                                                  | –                                         | DocBook-Dokument (Desktop-Publishing) |
| .docx                  | application/vnd.openxmlformats-officedocument.wordprocessingml.document          | Word 2007 XML Document                    | Microsoft Word 2007ff-Dokument (Textverarbeitung) |
| .docm                  | application/vnd.ms-word.document.macroEnabled.12                                 | Word 2007 XML Document with Macros        | Microsoft Word 2007ff-Dokument mit Makros (Textverarbeitung) |
| .doe                   |                                                                                  | Arena Model Document                      | Modelldatei des Simulationstools Arena (Rockwell Software) |
| .dog                   |                                                                                  | Laughing Dog                              | Bildschirmschoner |
| .doh                   |                                                                                  | Dependency Information                    | Geoworks |
| .dos                   |                                                                                  | External Command file                     | 1st Reader |
| .dos                   |                                                                                  | Network Driver file                       | PKT_DIS.dos |
| .dos                   |                                                                                  | –                                         | DOS-Textdatei |
| .dos                   |                                                                                  | Local ↔ Unicode Translator for code pages | Novell Netware |
| .dot                   |                                                                                  | Line-Type definition                      | CorelDraw |
| .dot                   | application/msword                                                               | Document Template                         | Microsoft-Word-Dokumentvorlage (Textverarbeitung) |
| .dotx                  | application/msword                                                               | Document Template                         | Microsoft-Word-Dokumentvorlage Word 2007ff XML Document (Textverarbeitung)                                                                                                |
| .dox                   |                                                                                  | –                                         | MultiMate 4.x-Textdatei |
| .doy                   |                                                                                  |                                           | StarMoney Dokumente/Anhänge (Windows) |
| .dox                   |                                                                                  | User document binary form                 | Visual Basic |
| .doz                   |                                                                                  | Description out of Zip                    | VENDINFO |
| .dp                    |                                                                                  | Kalender                                  | Daily Planner |
| .dp                    |                                                                                  | DataPhile                                 | – |
| .dpg                   |                                                                                  | Moonshell MP4 Video                       | Homebrew Nintendo DS |
| .dpl                   |                                                                                  | packed library                            | Borland Delphi 3 |
| .dpr                   |                                                                                  | Delphi-Projekt                            | – |
| .dpr                   |                                                                                  | Project header                            | Borland C++ |
| .dpt                   |                                                                                  | Publication file                          | Publish-It! |
| .dr9                   |                                                                                  | Directory file                            | – |
| .draw                  |                                                                                  | drawing                                   | Objektbasiertes Vektorbild der Firma Acorn |
| .drawio                |                                                                                  | draw.io                                   | diagrams.net (früherer Name draw.io) |
| .drc                   |                                                                                  | Design rules check                        | Orcad Schematic Capture-Reportdatei |
| .drg                   |                                                                                  | Drogendosisdatei                          | I-Doser |
| .drs                   |                                                                                  | Display Resource Datei                    | WordPerfect für Windows |
| .drt                   |                                                                                  | DReport Template                          | DReport Editor |
| .drv                   |                                                                                  | Device Driver                             | Gerätetreiber |
| .drw                   |                                                                                  | Lotus Freelance Image                     | Grafik |
| .drw                   |                                                                                  | Pro/E drawing                             | Grafik |
| .drw                   |                                                                                  | Micrografx Drawing                        | Micrografx Designer bis V3.x |
| .drwdot                |                                                                                  | Drawing Template                          | Zeichnungsvorlage SolidWorks, CAD |
| .drz                   |                                                                                  | DReport Dokument                          | DReport Editor |
| .ds2                   |                                                                                  | Olympus Diktiergeräte                     | Audioformat für DS-5000 |
| .ds4                   |                                                                                  | Designer 4                                | Micrografx Designer V4.x |
| .dsc                   |                                                                                  | Discard file                              | Oracle |
| .dsc                   |                                                                                  | Celestia Deep Space Catalog               | Celestia-Katalog, in dem Galaxien, Sternhaufen und Nebel definiert werden                                                                                                 |
| .dsd                   |                                                                                  | Database file                             | DataShaper |
| .dsf                   |                                                                                  | Designer file                             | Micrografx Designer V7.x |
| .dsg                   |                                                                                  | DooM saved game                           | – |
| .dsk                   |                                                                                  | Disk                                      | Gerätetreiber in der Disk Drive Functional Specification (DDFS) Architektur von Novell NetWare                                                                            |
| .dsk                   |                                                                                  | Project Desktop file                      | Konfigurationsdatei für Turbo C, Borland C++, Turbo Pascal und Borland Pascal                                                                                             |
| .dsk                   |                                                                                  | Apple II Disk Image                       | Disketten Image (144K) für Apple II Emulatoren |
| .dsm                   |                                                                                  | Digital Sound Module                      | DSI |
| .dsm                   |                                                                                  | Direct Show Media                         | – |
| .dsm                   |                                                                                  | Dynamic Studio music module               | MOD |
| .dsm                   |                                                                                  | Music module file                         | DSIK |
| .dsn                   |                                                                                  | Design                                    | Object System Designer |
| .dsn                   |                                                                                  | ODBC Data source                          | – |
| .dsn                   |                                                                                  | Schematic Datei                           | Orcad Schematic Capture |
| .dsp                   |                                                                                  | Display parameters                        | Signature |
| .dsp                   |                                                                                  | Graphics Display driver                   | Dr. Halo |
| .dsp                   |                                                                                  | Developer Studio project                  | Microsoft Developer Studio |
| .dsq                   |                                                                                  | Corel QUERY                               | – |
| .dsr                   |                                                                                  | Driver Resource                           | WordPerfect für Windows |
| .dsr                   |                                                                                  | Active designer file                      | Visual Basic |
| .dss                   |                                                                                  | Digital Sound file                        | Digital Soup |
| .dss                   |                                                                                  | Screensaver-Datei                         | DCC |
| .dst                   |                                                                                  | Distribution file                         | PC-RDist, by Pyzzo |
| .dst                   |                                                                                  | digital stitching Tajima                  | Tajima DG/ML by Pulse (maschinenlesbar) |
| .dsv                   |                                                                                  | DSV-Datei                                 | DSV-Standard zum Datenaustausch |
| .dsw                   |                                                                                  | Desktop settings                          | Borland C++ 4.5 |
| .dsw                   |                                                                                  | workspace-Datei                           | Microsoft Developer Studio |
| .dsx                   |                                                                                  | Active designer binary                    | Visual Basic |
| .dsz                   |                                                                                  | –                                         | HTML-Erweiterungsdatei der TShooter-Hilfe in der htm-Hilfedatei, hängt mit Troubleshooterliste (s. HKLM\SW\Mic\TShoot\Troubleshooterlist...) zusammen.                    |
| .dta                   |                                                                                  | Datafile                                  | Turbo C++ |
| .dta                   |                                                                                  | STARS data                                | World Bank STARS-Daten |
| .dtapart               |                                                                                  | DownThemAll!-Segmentdatei                 | temporäre Datei zur Zwischenspeicherung von Downloadsegmenten zwecks Downloadbeschleunigung                                                                               |
| .dtd                   | application/xml-dtd                                                              | Document Type Definition                  | SGML-/XML-Spezifikation |
| .dted                  |                                                                                  | Digital terrain elevation data            | Geographische Daten |
| .dtf                   |                                                                                  | Datenbank                                 | Lotus Notes, temporäres File |
| .dtf                   |                                                                                  | Datenbank                                 | PFS-Questions & Answers |
| .dtf                   |                                                                                  | Datenbank                                 | Symantec Q&A relationale Datenbank |
| .dtm                   |                                                                                  | Module Datei                              | DigiTrakker |
| .dtp                   |                                                                                  | Desktop layout file                       | SecurDesk!/SecurDesk! LV |
| .dtp                   |                                                                                  | Vorlage                                   | Pressworks |
| .dtp                   |                                                                                  | Text Document                             | Timeworks Publisher 3.x |
| .dt_                   |                                                                                  | Daten-Fork                                | Macintosh |
| .dun                   |                                                                                  | Dial-up Networking                        | Exportierte DFÜ-Netzwerkdatei |
| .dup                   |                                                                                  | Duplicate                                 | Backup |
| .dv                    | video/x-dv                                                                       | Digital video                             | MIME |
| .dvc                   |                                                                                  | Datafile                                  | Lotus 1-2-3 |
| .dvd                   |                                                                                  | –                                         | DVD-Imageformat von CloneCD |
| .dvf                   |                                                                                  | –                                         | DV Studio für Camcorder |
| .dvi                   | application/x-dvi                                                                | Device Independent                        | TeX |
| .dvp                   |                                                                                  | Desqview Program information              | DESQview |
| .dvp                   |                                                                                  | Device parameter file                     | AutoCAD |
| .dvr-ms                |                                                                                  | Microsoft Digital Video Recording         | Microsoft TV-Aufzeichnungsformat |
| .dw2                   |                                                                                  | Drawing Datei                             | DesignCAD für Windows |
| .dwc                   |                                                                                  | –                                         | Komprimiertes Dateiarchiv |
| .dwd                   |                                                                                  | DiamondWare digitized                     | – |
| .dwf                   |                                                                                  | Drawing Web file                          | Microsoft WHIP autoCAD reader |
| .dwf                   |                                                                                  | Vector graphic                            | Autodesk; CAD |
| .dwg                   |                                                                                  | Drawing                                   | AutoCAD-Dokument; CAD |
| .dwp                   |                                                                                  | Dokument                                  | DeScribe |
| .dws                   |                                                                                  | Workspace Datei                           | Dyadic |
| .dwt                   |                                                                                  | Drawing Template                          | AutoCAD-Vorlagedokument; CAD |
| .dwtiff                |                                                                                  | DocuWare5 Dokument                        | – |
| .dx                    |                                                                                  | Digital Electric Corporation              | DEC: Data exchange Datei |
| .dxf                   |                                                                                  | Data Exchange file                        | – |
| .dxf                   |                                                                                  | Drawing Interchange Format                | CAD |
| .dxn                   |                                                                                  | Fax document                              | Fujitsu dexNet |
| .dxr                   | application/x-director                                                           | Macromedia Director protected             | nicht veränderbarer Film |
| .dxt                   |                                                                                  | Direct-X Texture                          | Komprimierte Direct-X-Textur |
| .dylib                 |                                                                                  | Dynamic Library                           | Programmbibliothek (Shared Object) unter macOS |
| .dyn                   |                                                                                  | Datafile                                  | Lotus 1-2-3 |